# Hilario Zapata
Hilario Zapata (Ciudad de Panamá, 19 de agosto de 1958) es un excampeón mundial de boxeo. Ganó el título del peso minimosca en 1980 por el Consejo Mundial de Boxeo.

## Biografía

### Inicios
Creció en El Chorrillo. Vivía en la casa de su abuela, la economía apretaba y por eso los Zapata, entre tíos y primos, vivían siete en una misma habitación. En ese entonces el niño Zapata le tenía miedo a todo el mundo. "En el colegio todos me pegaban, me sacaban el dinero. Yo sentía terror. Hasta que un día mi padre me vio corriendo" relató más tarde. Su padre lo mandó defenderse con ocho años, y según comentó: "Vaya y pelee. Y más vale que gane porque sino cuando vuelva el que le va a pegar soy yo". Así que no tuvo otra alternativa y no sólo se dio cuenta de que podía ganarle a los que lo martirizaban sino que la sensación le gustó. Tanto que comenzó a cobrarle a sus compañeritos por pelear en lugar de ellos. "Venían y me decían: 'quiero que le pegues a tal chico'. Yo les cobraba un 'cuara'. Y si el chico era más grande que yo, les cobraba un peso. Pero en esos días, un 'cuara' era un 'cuara', era como decir dos dólares ahora". 
La fiebre del boxeo se apoderó de Panamá y en los barrios bajos todos veían en los golpes un trampolín hacia la fama. Así que comenzó a frecuentar los gimnasios. Se fue a probar al Orlando Winter de San Miguelito donde se había mudado con su abuela, pero le dijeron que se olvidara de la idea, que no tenía el talento que se necesitaba. "Me pusieron los guantes y subí a pelear contra un muchacho que ya entrenaba. Yo bajé la cabeza y empecé a tirar 'matapuercos', la verdad fui un desastre" dijo más adelante. Pero no se dejó convencer. Entonces fue al Marañón, al gimnasio del que salieron los grandes campeones, y ahí, al menos, lo dejaron entrenar. 

### El debut
Debutó como profesional el 28 de octubre de 1977 en la Arena de Colón venciendo por nocaut en el segundo asalto a Víctor López. De ahí, siguió cosechando triunfos hasta llegar, con 6 victorias sin derrotas, a enfrentarse al experimentado ex-campeón mundial peso mosca, Alfonso López por el título peso minimosca FEDELATIN, el 1 de noviembre de 1978. Ese día, conoció por primera vez la derrota el “Bujía”. Volvió pronto al cuadrilátero para lograr hilvanar 4 victorias seguidas, hasta que el 24 de marzo de 1980, donde tuvo su primera oportunidad titular ante el japonés Shigeo Nakagima, nada más y nada menos que en Tokio, donde obtuvo un gran triunfo, por decisión unánime llevándose la corona de campeón minimosca del Consejo Mundial de Boxeo, siendo el primer campeón de los años 80 para su país. 
Estaba reciente el antecedente de la pelea que le habían robado a Ernesto "Ñato" Marcel, que en el Lejano Oriente tuvo a su rival por el suelo toda la pelea y al final sólo le dieron un empate. Y como si esto fuera poco, Zapata enfermó antes de enfrentarse a Nakagima. "Hacía tanto frío que para entrenar me ponían tres estufas alrededor. Recuerdo que salía a correr mientras nevaba, era terrible, el agua se me congelaba en la frente. Pero era la noche de mi vida y no la iba a dejar pasar. Esas peleas, con todo en contra, eran las que más me gustaban". Y al final, contra todos los pronósticos, ganó por decisión y le arrebató la corona al japonés. "Que alegría que tenía con el cinturón de campeón. Eso fue hermoso". 

### Defensa del título
Realizó 8 defensas exitosas, 4 en 1980 y otras 4 en 1981; de las cuales, 6 fueron fuera de Panamá, hasta que perdió en su novena defensa en febrero de 1982 por nocaut ante el mexicano Amado Ursúa, El Panterita. Un par de meses más tarde, Ursúa perdía el título ante Tadashi Tomori y 3 meses después, en julio, Zapata estaba en Ishikawa, Japón recuperando de manos de Tomori (por decisión dividida) el título que acababa de perder. 
Esta vez, Zapata defendió con éxito en Corea, ante el local Jung-Koo Chang por decisión dividida y de vuelta a Japón para la revancha con Tomori, a quien venció por nocaut en 8.º asalto. El título lo perdía por segunda vez, 4 meses más tarde; sin embargo, en Corea del Sur, cuando le dio la revancha a Jung-Koo Chang lo venció por nocaut en el tercer asalto. Ni siquiera, la vida desordenada que llevaba hasta ese momento lo mantenía lejos del entarimado. Se mantenía activo, lo que le brindó una nueva oportunidad titular en diciembre de 1984 ante Santos Benigno Laciar en Argentina, perdiendo por decisión unánime. 
Casi un año después, en octubre del 1985, gracias a esa actividad, en su cuarta pelea en 10 meses luego de perder ante Santos Laciar, se volvió a coronar campeón superando ampliamente a Alonso González, por el campeonato peso mosca de la Asociación Mundial de Boxeo. Su reinado duraría hasta el 1987 con 6 defensas. Precisamente perdiendo ante Fidel Bassa, en esa 6.ª defensa en Barranquilla, Colombia, en un combate en el que Zapata tuvo que lidiar con todo tipo de adversidades, incluso hasta la jalaron las zapatillas desde afuera del ring. Bassa le dio la revancha al panameño en Panamá y el combate fue declarado empate.
Zapata seguía teniendo estilo, boxeo y clase, pero sus desórdenes y desenfrenos fuera del ring, le pasaban factura. Su último combate profesional fue en 1993 por el campeonato peso supermosca del Consejo Mundial de Boxeo, contra Sung-Kil Moon en Corea, donde fue derrotado por nocaut en el primer asalto. Estuvo metido en problemas de drogas tras 43 combates ganados, 10 derrotas, 1 empate y 15 nocauts. Después comentó: 

"Yo comencé a consumir drogas en el 83, en plena actividad. Y de a poco me fue llevando cuesta abajo. Se corrompió la disciplina que siempre tuve y terminé durmiendo en la calle, donde podía, donde terminaba. Fueron tiempos muy difíciles. Por suerte nunca nadie me vio juntando latas. En un momento me di cuenta de que era el boxeo o las drogas y elegí el peor camino. El problema cuando uno es campeón es que se cree el rey del mundo, yo pensaba que era Dios. A uno se lo dicen tanto que se lo termina creyendo. Y los manzanillos jamás te dicen que está mal lo que haces, todo es una fiesta y todo sigue y cuando te das cuenta ya es tarde. Y yo, la verdad, ayudaba a todo el mundo. Siempre fui maniflojo (de mano muy suelta), me gusta ayudar a la gente". Si yo me enfrenté con los hombres más peligrosos de mi generación, ahora también tengo que poder. Y salí, gracias a la ayuda de Dios, sobre todo".

## Récord Profesional
| 43 Ganadas (14 knockouts), 10 Derrotas(4 knockouts), 1 Empates |         |                         |      |              |            |                                                           |                                         |
| Res.                                                           | Récord  | Oponente                | Tipo | Round Tiempo | Fecha      | Lugar                                                     | Notas                                   |
| P                                                              | 43-10-1 | Moon Sung-kil           | TKO  | 1 (12)       | 1993-02-27 | Olympic Fencing Gymnasium, Seoul, Corea del Sur           | Por el Título Mundial Supermosca CMB    |
| G                                                              | 43-9-1  | Noel Cogollo            | UD   | 12 (12)      | 1992-11-28 | Gimnasio Nuevo Panamá, Juan Díaz, Panamá                  | Gana el Título FECARBOX Supemosca CMB   |
| G                                                              | 42-9-1  | Eduardo López           | UD   | 10 (10)      | 1992-10-31 | Arena Panamá Al Brown, Colón, Panamá                      |                                         |
| P                                                              | 41-9-1  | David Merchant          | TD   | 7 (10)       | 1992-09-19 | Gimnasio Nuevo Panamá, Juan Díaz, Panamá                  | Por el título Fedelatin Supermosca AMB  |
| G                                                              | 41-8-1  | Guillermo Salcedo       | TKO  | 7 (10)       | 1992-08-15 | Gimnasio Nuevo Panamá, Juan Díaz, Panamá                  |                                         |
| G                                                              | 40-8-1  | Juan Ríos               | UD   | 10 (10)      | 1992-08-01 | Gimnasio Nuevo Panamá, Juan Díaz, Panamá                  |                                         |
| G                                                              | 39-8-1  | Emilio Díaz             | KO   | 2 (10)       | 1991-02-21 | Hotel El Panamá, Panamá, Panamá                           |                                         |
| G                                                              | 38-8-1  | Genaro Manjarres        | UD   | 10 (10)      | 1990-10-26 | Hotel El Panamá, Panamá, Panamá                           |                                         |
| G                                                              | 37-8-1  | Orlando Legal           | KO   | 6 (10)       | 1990-09-13 | Estudios de TV 2, Panamá, Panamá                          |                                         |
| G                                                              | 36-8-1  | Agustín García          | UD   | 10 (10)      | 1990-08-30 | Estudios de TV 2, Panamá, Panamá                          |                                         |
| P                                                              | 35-8-1  | Pedro Romero            | SD   | 10 (10)      | 1989-04-22 | Arena Panamá Al Brown, Colón, Panamá                      |                                         |
| P                                                              | 35-7-1  | Julio Gudiño            | UD   | 10 (10)      | 1988-12-03 | Gimnasio Neco de la Guardia, Panamá, Panamá               |                                         |
| E                                                              | 35-6-1  | Fidel Bassa             | SD   | 15 (15)      | 1987-08-15 | Gimnasio Nuevo Panamá, Juan Díaz, Panamá                  | Por el Título Mundial Mosca AMB         |
| P                                                              | 35-6    | Fidel Bassa             | UD   | 15 (15)      | 1987-02-13 | Estadio de Tenis del Country Club, Barranquilla, Colombia | Pierde el Título Mundial Mosca AMB      |
| G                                                              | 35-5    | Claudemir Carvalho Días | UD   | 15 (15)      | 1986-12-07 | Hotel Quatro Rodas, Salvador, Brasil                      | Retiene el Título Mundial Mosca AMB     |
| G                                                              | 34-5    | Alberto Castro          | SD   | 15 (15)      | 1986-09-13 | Gimnasio Nuevo Panamá, Juan Díaz, Panamá                  | Retiene el Título Mundial Mosca AMB     |
| G                                                              | 33-5    | Dodie Boy Peñalosa      | UD   | 15 (15)      | 1986-07-05 | ULTRA, Pasig City, Filipinas                              | Retiene el Título Mundial Mosca AMB     |
| G                                                              | 32-5    | Shuichi Hozumi          | UD   | 15 (15)      | 1986-04-07 | Municipal Gymnasium, Nirasaki, Japón                      | Retiene el Título Mundial Mosca AMB     |
| G                                                              | 31-5    | Javier Lucas            | UD   | 15 (15)      | 1986-01-31 | Gimnasio Nuevo Panamá, Juan Díaz, Panamá                  | Retiene el Título Mundial Mosca AMB     |
| G                                                              | 30-5    | Alonzo González         | UD   | 15 (15)      | 1985-10-05 | Gimnasio Nuevo Panamá, Juan Díaz, Panamá                  | Gana el Título Mundial Mosca AMB        |
| G                                                              | 29-5    | Alonzo González         | PTS  | 10 (10)      | 1985-03-29 | Gimnasio Nuevo Panamá, Juan Díaz, Panamá                  |                                         |
| G                                                              | 28-5    | Ramón E Espinal         | TKO  | 1 (10)       | 1985-02-02 | Gimnasio Nuevo Panamá, Juan Díaz, Panamá                  |                                         |
| G                                                              | 27-5    | Rafael Cabrera          | UD   | 10 (10)      | 1984-12-28 | Gimnasio Neco de la Guardia, Panamá, Panamá               |                                         |
| P                                                              | 26-5    | Santos Laciar           | UD   | 15 (15)      | 1984-12-08 | Luna Park, Buenos Aires, Argentina                        | Por el Título Mundial Mosca AMB         |
| G                                                              | 26-4    | Alberto Castro          | PTS  | 10 (10)      | 1984-10-10 | Porlamar, Venezuela                                       |                                         |
| G                                                              | 25-4    | Alex Miranda            | TKO  | 9 (10)       | 1984-09-01 | Gimnasio Neco de la Guardia, Panamá, Panamá               |                                         |
| G                                                              | 24-4    | Ramón Antonio Nery      | UD   | 10 (10)      | 1984-07-14 | Gimnasio Nuevo Panamá, Juan Díaz, Panamá                  |                                         |
| G                                                              | 23-4    | Juan Polo Pérez         | UD   | 10 (10)      | 1984-06-23 | Centro de Convenciones Atlapa, Panamá, Panamá             |                                         |
| P                                                              | 22-4    | Harold Petty            | TKO  | 10 (12)      | 1983-11-09 | Showboat Hotel & Casino, Las Vegas, Estados Unidos        | por el Título Gallo NABF                |
| P                                                              | 22-3    | Chang Jung-koo          | TKO  | 3 (15)       | 1983-03-26 | Chungmu Gymnasium, Daejeon, Corea del Sur                 | Pierde el Título Mundial Minimosca CMB  |
| G                                                              | 22-2    | Tadashi Tomori          | TKO  | 12 (15)      | 1982-11-30 | Arena Kokugikan, Sumida, Japón                            | Retiene el Título Mundial Minimosca CMB |
| G                                                              | 21-2    | Chang Jung-koo          | SD   | 15 (15)      | 1982-09-18 | Jeonju Gymnasium, Jeonju, Corea del Sur                   | Retiene el Título Mundial Minimosca CMB |
| G                                                              | 20-2    | Tadashi Tomori          | SD   | 15 (15)      | 1982-07-20 | Sangyo Hall, Kanazawa, Japón                              | Gana el Título Mundial Minimosca CMB    |
| P                                                              | 19-2    | Amado Ursúa             | KO   | 2 (15)       | 1982-02-06 | Gimnasio Nuevo Panamá, Juan Díaz, Panamá                  | Pierde el Título Mundial Minimosca CMB  |
| G                                                              | 19-1    | Netrnoi Sor Vorasingh   | TKO  | 10 (15)      | 1981-11-05 | Estadio Suranaree, Nakhon Ratchasima, Tailandia           | Retiene el Título Mundial Minimosca CMB |
| G                                                              | 18-1    | Germán Torres           | UD   | 15 (15)      | 1981-08-15 | Gimnasio Nuevo Panamá, Juan Díaz, Panamá                  | Retiene el Título Mundial Minimosca CMB |
| G                                                              | 17-1    | Rudy Crawford           | UD   | 15 (15)      | 1981-04-24 | Cow Palace, Daly City, Estados Unidos                     | Retiene el Título Mundial Minimosca CMB |
| G                                                              | 16-1    | Joey Olivo              | RTD  | 13 (15)      | 1981-02-08 | Gimnasio Nuevo Panamá, Juan Díaz, Panamá                  | Retiene el Título Mundial Minimosca CMB |
| G                                                              | 15-1    | Reinaldo José Becerra   | MD   | 15 (15)      | 1980-12-01 | Nuevo Circo de Caracas, Venezuela                         | Retiene el Título Mundial Minimosca CMB |
| G                                                              | 14-1    | Shigeo Nakajima         | TKO  | 12 (15)      | 1980-09-17 | Civic Center, Gifu, Japón                                 | Retiene el Título Mundial Minimosca CMB |
| G                                                              | 13-1    | Héctor Meléndez         | UD   | 15 (15)      | 1980-08-04 | Caracas, Venezuela                                        | Retiene el Título Mundial Minimosca CMB |
| G                                                              | 12-1    | Chi Bok Kim             | UD   | 15 (15)      | 1980-06-07 | Munhwa Gymnasium, Seoul, Corea del Sur                    | Retiene el Título Mundial Minimosca CMB |
| G                                                              | 11-1    | Shigeo Nakajima         | UD   | 15 (15)      | 1980-03-24 | Arena Kokugikan, Sumida, Japón                            | Gana el Título Mundial Minimosca CMB    |
| G                                                              | 10-1    | José Ricard             | TKO  | 7 (10)       | 1979-10-06 | Arena Panamá Al Brown, Colón, Panamá                      |                                         |
| G                                                              | 9-1     | Freddy Castillo         | UD   | 12 (12)      | 1979-06-23 | Gimnasio Nuevo Panamá, Juan Díaz, Panamá                  |                                         |
| G                                                              | 8-1     | Néstor Obregón          | UD   | 10 (10)      | 1979-04-07 | Gimnasio Nuevo Panamá, Juan Díaz, Panamá                  |                                         |
| G                                                              | 7-1     | Ramón L Pérez           | TKO  | 9 (10)       | 1979-01-14 | Estadio Hiram Bithorn, San Juan, Puerto Rico              |                                         |
| P                                                              | 6-1     | Alfonso López           | SD   | 12 (12)      | 1978-11-01 | Gimnasio Nuevo Panamá, Juan Díaz, Panamá                  | Por el Título Fedelatin Minimosca AMB   |
| G                                                              | 6-0     | Young Hwan Kim          | PTS  | 10 (10)      | 1978-08-19 | Jangchung Gymnasium, Seoul, Corea del Sur                 |                                         |
| G                                                              | 5-0     | Juan Guzmán             | UD   | 10 (10)      | 1978-07-02 | Gimnasio Nuevo Panamá, Juan Díaz, Panamá                  |                                         |
| G                                                              | 4-0     | Alfredo Thomas          | TKO  | 3 (8)        | 1978-04-15 | Gimnasio Nuevo Panamá, Juan Díaz, Panamá                  |                                         |
| G                                                              | 3-0     | Humberto Mayorga        | PTS  | 6 (6)        | 1978-03-04 | Gimnasio Nuevo Panamá, Juan Díaz, Panamá                  |                                         |
| G                                                              | 2-0     | César Becerra           | TKO  | 3 (4)        | 1977-11-26 | Gimnasio Nuevo Panamá, Juan Díaz, Panamá                  |                                         |
| G                                                              | 1-0     | Víctor López            | TKO  | 2 (4)        | 1977-10-28 | Arena de Colón, Colón, Panamá                             |                                         |